# عزلة الأجشوب (تعز)

تعديل مصدري - تعديل

عزلة الاجشوب هي إحدى عزل مديرية شرعب الرونة في محافظة تعز اليمنية ويبلغ تعداد سكانها 8765 نسمة حسب التعداد السكاني في اليمن لعام 2004.